# ライダーズイン
ライダーズインは高知県の市町村が建設したオートバイ旅行者向けの宿泊施設である。名称はオートバイ雑誌『アウトライダー』における公募の中から選ばれた。

## 概要
ライダーズインは高知県が平成8年から平成10年まで行った「中山間ふるさと支援事業」に基づいて、県内の5か所に建設された。施設はシャワーやトイレ、洗面所を備えた宿泊棟と、コインランドリーなどが設置された交流棟からなり、各部屋毎に駐輪場が整備されている。

## 所在地
- ライダーズイン奥物部 - 高知県香美市物部町大栃（旧香美郡物部村）
- ライダーズイン雲の上 - 高知県高岡郡檮原町太郎川
- ライダーズイン四万十 - 高知県高岡郡四万十町井崎（旧幡多郡十和村）
- ライダーズイン中土佐 - 高知県高岡郡中土佐町矢井賀乙
- ライダーズイン室戸 - 高知県室戸市室津